# Ernst Förstemann

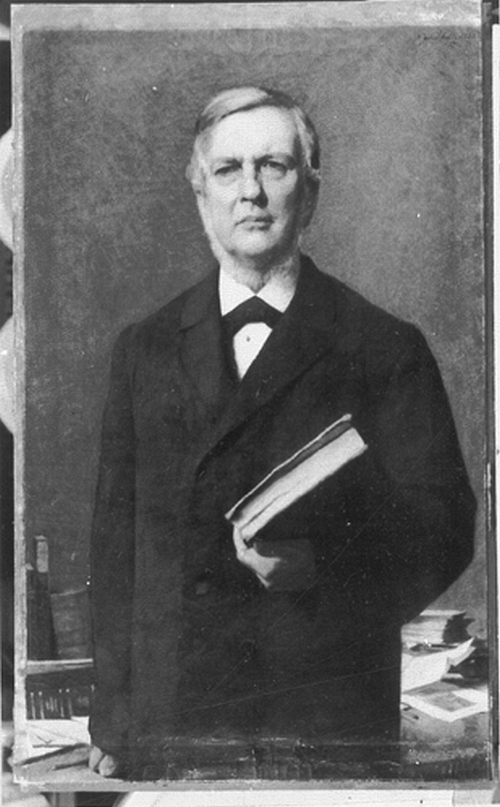
Retrato de Ernst Förstemann al óleo por Julius Scholtz

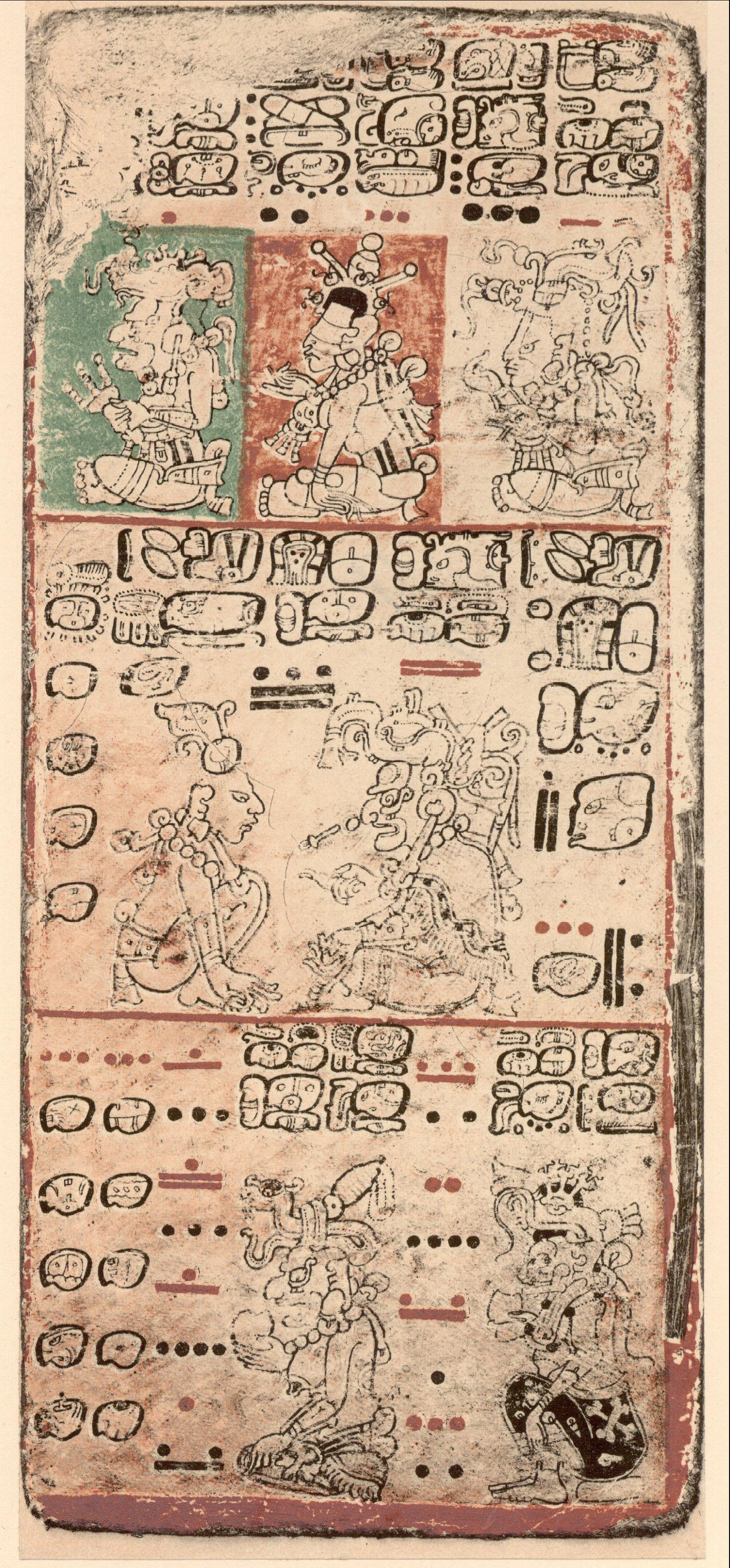
Página 9 del Códice de Dresde (de la edición de Ernst Förstemann, en 1880).

Ernst Wilhelm Förstemann (18 de septiembre de1822–4 de noviembre de 1906) fue un historiador alemán, archivista y bibliotecario, director de la Sächsische Landesbibliothek (Biblioteca del Estado Sajón) en Dresde. Conocido por sus publicaciones en los campos de la biblioteconomía y la investigación maya.

## Biografía
Durante sus años de estudio en Berlín y Halle, trabajó como tutor privado y en la escuela primaria en Danzig desde 1844-51. En 1851 F. se mudó a Wernigerode, donde enseñó en el liceo y trabajó como bibliotecario de los Condes de Stolberg. En 1865 fue nombrado bibliotecario principal de la Real Biblioteca Pública en Dresde, que lo llevó a la exitosa investigación de los manuscritos mayas. En 1887 renunció a su cargo y hasta 1898 ocupó puestos menores en la biblioteca al servicio de la familia real sajona. En 1900 se mudó a Charlottenburg. La importancia de Förstemann reside en el campo de la lingüística. Su "Altdeutsches Namenbuch" (Libro de nombres alemanes antiguos), cuyo primer volumen contiene los nombres de personas y el segundo los topónimos alemanes de origen autóctono hasta el año 1100, fue la primera gran colección científica de topónimos. A pesar de sus deficiencias, la obra sigue siendo indispensable para la investigación hasta nuestros días. En 1863 con "Die deutschen Ortsnamen"  (Los topónimos alemanes), Förstemann se convirtió en el fundador de un estudio sistemático de topónimos alemanes. Además de numerosos ensayos lingüísticos en "Zeitschrift fürvergleiche Sprachforschung" de Kuhn (Revista para la investigación lingüística comparada).
Förstemann es conocido por haber iniciado los estudios formales de la onomástica en Alemania, antes mencionados, y también por sus contribuciones a la investigación de la civilización maya, orientadas al desciframiento y comprensión del calendario maya y de otros glifos de la cultura mesoamericana. Por este hecho, se le considera un mayista, junto con otros estudiosos de la cultura precolombina.
Uno de los cuatro códices mayas originales (Dresde, Madrid, París y Grollier) que subsisten hasta la fecha se encuentra precisamente en la ciudad germana desde el año 1739 en que fue vendido a la librería real de la corte de Sajonia, e incluso ha tomado el nombre de tal ciudad. Por este hecho Förstemann tuvo acceso al manuscrito que estudió a profundidad,haciendo interpretaciones que si bien no lograron el propósito definitivo de descifrarlo, si contribuyeron, en su momento, a su comprensión y valoración. Publicó inclusive una serie de copias del manuscrito original.

## Obras seleccionadas
(en idioma alemán)
- Altdeutsches Namenbuch, 2 Bde., 1856/59
- Über die Gräflich Stolbergische Bibliothek zu Wernigerode, 1866
- Mitteilungen der königlichen öffentlichen Bibliothek zu Dresden, 1866 ff.
- Geschichte des deutschen Sprachstammes, 2 Bde. 1874/75 (Reissued 1966)
- Graf Christian Ernst zu Stolberg-Wernigerode, Hannover 1886.
- Zur Entzifferung der Mayahandschriften, 7 Bde. 1887/98
- Zur Geschichte der Bücher-Sammlungen in der Grafschaft Wernigerode bis zum Dreißigjährigen Kriege, insbesondere der Sammlung Graf Wolfgang Ernst zu Stolberg (angelegt von etwa 1569–1606).